# Carlos Penha Gonçalves
Carlos Augusto Gomes Barbosa da Penha Gonçalves (Surrey, Inglaterra, 12 de Junho de 1961) é um cientista e militar português que em 2020 integrou o grupo de trabalho criado para elaborar o Plano de Vacinação contra a COVID-19 em Portugal, na qual foi responsável pelo Núcleo de Normas e Simplificação. 

## Biografia
Nasceu a 12 de Junho de 1961 em Surrey, no Reino Unido. 
É licenciado em Medicina Veterinária pela Universidade de Lisboa (1984), Mestre em Biologia Molecular pela Faculdade de Ciências e Tecnologia da Universidade Nova de Lisboa (1992), Doutorado em Imunologia pela Umea University, Suécia (1999) e prestou provas de Agregação na Faculdade de Farmácia da Universidade de Lisboa (2007). Ingressou no quadro permanente de Medicina Veterinária do Exército em 1986 no posto de Tenente e recebeu a promoção ao posto de Coronel em 2008. 
Entre 2000 e 2001 investigador pós-doutorado no Cambridge Institute of Medical Research, University of Cambridge, UK, foi chefe da Unidade de Genómica do Instituto Gulbenkian de Ciência entre 2002 e 2018 e é, desde 2003, investigador principal do laboratório de Genética de Doenças no Instituto Gulbenkian de Ciência. 
Durante a sua carreira militar liderou o levantamento da capacidade laboratorial e operacional de Defesa Biológica do Exército e exerceu as funções de Chefe do Laboratório de Defesa Biológica (2006-2011), Chefe do Centro Militar de Medicina Veterinária (2011) e Sub-Diretor do Serviço de Saúde do Exército (2012-2015).  Fez parte da delegação portuguesa em reuniões anuais da Convenção das Armas Biológicas e publicou vários artigos de revisão e de divulgação na área da defesa biológica.
Professor Associado convidado da Faculdade de Farmácia da Universidade de Lisboa (2010-2018) e leitor em vários cursos de mestrado e doutoramento em Portugal. Foi orientador de oito investigadores pós-doutorados e de nove teses de doutoramento no Instituto Gulbenkian de Ciência e de mais duas dezenas de teses de mestrado.

## Covid-19
Em 2020, integrou o Estado-Maior do Coordenador do grupo de trabalho criado para elaborar o Plano de Vacinação contra a COVID-19 em Portugal na qual foi responsável pelo Núcleo de Normas e Simplificação. A partir de Setembro de 2021,  com o fim do grupo de trabalho, iniciou-se uma fase de transição e ele foi nomeado para liderar a equipa que ficou responsável pela coordenação. 

## Prémios
Recebeu o 1º prémio Pfizer de investigação clínica em Portugal em (2010), a bolsa Génese da Gilead (2019) e a bolsa de inovação da Ferring Pharmaceuticals.  Foi Presidente da Associação dos Antigos Alunos da Faculdade de Medicina Veterinária (2013-16) e desde 2021 é Presidente da Sociedade Portuguesa de Imunologia.

## Publicações (seleccionadas)
Tem mais de oitenta publicações em revistas internacionais nas áreas das doenças infeciosas, imunológicas, metabólicas e defesa biológica.
Entre os artigos encontram-se: 
- 2021 - Norovirus gastroenteritis outbreaks in military units: a systematic review, DOI: 10.1136/bmjmilitary-2019-001341 [14]
- 2021 - TLR4-Endothelin Axis Controls Syncytiotrophoblast Motility and Confers Fetal Protection in Placental Malaria, DOI:10.1128/IAI.00809-20 [15]
- 2017 - HGF Secreted by Activated Kupffer Cells Induces Apoptosis of Plasmodium-Infected Hepatocytes, doi.org/10.3389/fimmu.2017.00090 [16]

Escreveu também crónicas para o jornal Expresso. 